# Хайд (окръг, Северна Каролина)
Вижте пояснителната страница за други значения на Хайд.
Окръг Хайд (на английски: Hyde County) е окръг в щата Северна Каролина, Съединени американски щати. Площта му е 3688 km², а населението – 5517 души (2016). Административен център е населеното място Суон Куортър.